# Матч за звание чемпиона мира по шахматам 1978
Матч на первенство мира по шахматам 1978 года между чемпионом мира 27-летним Анатолием Карповым и победителем соревнования претендентов 47-летним Виктором Корчным проходил с 18 июля по 18 октября 1978 года в Багио (Филиппины).
Карпов получил право сыграть в матче как действующий чемпион мира (в 1975 году он получил титул без игры из-за отказа Бобби Фишера). Корчной, который к тому моменту являлся лицом без гражданства (он покинул СССР в 1976 году и был лишён гражданства), получил право сыграть в матче как победитель матчей претендентов 1977 года, где Корчной обыграл Тиграна Петросяна, Льва Полугаевского и Бориса Спасского.
Регламент матча: игра до 6 побед без ограничения числа партий, в случае поражения чемпион имеет право на матч-реванш.
Главный арбитр — Лотар Шмид (ФРГ), с 28 сентября — Мирослав Филип (Чехословакия). Во время матча в качестве тренеров-секундантов Карпову ассистировали советские гроссмейстеры Игорь Зайцев, Юрий Балашов, Лев Полугаевский и Михаил Таль. Корчному в качестве тренеров-секундантов помогали английские гроссмейстеры Реймонд Кин и Майкл Стин и израильский (бывший советский) шахматист Яков Мурей.

## Ход матча
Первые семь партий окончились вничью. 3 августа Карпов белыми в открытом варианте Испанской партии одержал первую победу, но 10 августа Корчной также белыми сравнял счёт в матче — 1:1.
Карпов удачно провёл вторую половину августа, выиграв 13-ю, 14-ю и 17-ю партии, причём две из них чёрными — 4:1. 13-ю и 14-ю партии, которые были отложены, Карпов выиграл в один день, 20 августа. 13 сентября Корчной белыми одержал свою первую за месяц победу, сократив отставание до двух побед — 4:2. После этого последовали 5 ничьих подряд, а 29 сентября в 27-й партии матча Карпов, который не выигрывал более месяца на протяжении 9 партий, чёрными довёл счёт до 5:2. Однако в этот момент преимущество перешло к Корчному: он выиграл 28-ю, 29-ю и 31-ю партии, счёт стал 5:5. Ситуация напомнила финальный матч претендентов осенью 1974 года, когда Карпов вёл 3:0 после 17-й партии (матч игрался из 24 партий), но затем Корчной сумел выиграть две партии и сократить отставание, однако последние три партии завершились вничью и победителем матча стал Карпов.
17 октября в 32-й партии матча Карпов белыми в защите Пирца — Уфимцева получил большое преимущество, партия была отложена на следующий день, но Корчной 18 октября сдался без доигрывания. Таким образом, Карпов выиграл матч со счётом 6:5 (при 21 ничьей), сохранив звание чемпиона мира. К тому моменту это был самый долгий матч за звание чемпиона мира (по времени проведения). 15 из 32 партий матча откладывались, особенно много отложенных партий было во второй половине матча, начиная с сентября.
Осенью 1981 года в Мерано (Италия) соперники вновь встретились в матче за звание чемпиона мира.

## Таблица матча
| №           | Участники       | 1    | 2       | 3       | 4    | 5       | 6         | 7      | 8    | 9        | 10       | 11      |
| 1           | Анатолий Карпов | ½    | ½       | ½       | ½    | ½       | ½         | ½      | 1    | ½        | ½        | 0       |
| 2           | Виктор Корчной  | ½    | ½       | ½       | ½    | ½       | ½         | ½      | 0    | ½        | ½        | 1       |
| Игровые дни | Игровые дни     | 18.7 | 20.7    | 22.7    | 25.7 | 27—28.7 | 29.7      | 1—2.8  | 3.8  | 5.8      | 8.8      | 10.8    |
| №           | Участники       | 12   | 13      | 14      | 15   | 16      | 17        | 18     | 19   | 20       | 21       | 22      |
| 1           | Анатолий Карпов | ½    | 1       | 1       | ½    | ½       | 1         | ½      | ½    | ½        | 0        | ½       |
| 2           | Виктор Корчной  | ½    | 0       | 0       | ½    | ½       | 0         | ½      | ½    | ½        | 1        | ½       |
| Игровые дни | Игровые дни     | 15.8 | 17—20.8 | 19—20.8 | 22.8 | 24.8    | 26.8      | 2—3.9  | 7.9  | 9—10.9   | 12—13.9  | 14—15.9 |
| №           | Участники       | 23   | 24      | 25      | 26   | 27      | 28        | 29     | 30   | 31       | 32       | Очки    |
| 1           | Анатолий Карпов | ½    | ½       | ½       | ½    | 1       | 0         | 0      | ½    | 0        | 1        | 6       |
| 2           | Виктор Корчной  | ½    | ½       | ½       | ½    | 0       | 1         | 1      | ½    | 1        | 0        | 5       |
| Игровые дни | Игровые дни     | 16.9 | 19—20.9 | 23—24.9 | 26.9 | 28—29.9 | 30.9—1.10 | 2—3.10 | 9.10 | 12—13.10 | 17—18.10 |         |

Корчной в этот момент не имел гражданства и выступал под флагом ФИДЕ.

## Примечательные партии

### Карпов — Корчной (32-я финальная партия)
|   | a | b | c | d | e | f | g | h |   |
| - | --- | --- | --- | --- | --- | --- | --- | --- | - |
| 8 | a8 чёрный ферзь · f8 чёрная ладья · b7 чёрный слон · c7 чёрный конь · e7 чёрная пешка · f7 чёрная пешка · g7 чёрный король · h7 чёрная пешка · d6 чёрная пешка · f6 чёрный конь · g6 чёрная пешка · b5 чёрная пешка · c5 чёрная пешка · d5 белая пешка · a4 чёрная ладья · e4 белая пешка · c3 белая пешка · d3 белый слон · e3 белый ферзь · f3 белый конь · g3 белый конь · h3 белая пешка · b2 белая пешка · f2 белая пешка · g2 белая пешка · d1 белая ладья · e1 белая ладья · g1 белый король | a8 чёрный ферзь · f8 чёрная ладья · b7 чёрный слон · c7 чёрный конь · e7 чёрная пешка · f7 чёрная пешка · g7 чёрный король · h7 чёрная пешка · d6 чёрная пешка · f6 чёрный конь · g6 чёрная пешка · b5 чёрная пешка · c5 чёрная пешка · d5 белая пешка · a4 чёрная ладья · e4 белая пешка · c3 белая пешка · d3 белый слон · e3 белый ферзь · f3 белый конь · g3 белый конь · h3 белая пешка · b2 белая пешка · f2 белая пешка · g2 белая пешка · d1 белая ладья · e1 белая ладья · g1 белый король | a8 чёрный ферзь · f8 чёрная ладья · b7 чёрный слон · c7 чёрный конь · e7 чёрная пешка · f7 чёрная пешка · g7 чёрный король · h7 чёрная пешка · d6 чёрная пешка · f6 чёрный конь · g6 чёрная пешка · b5 чёрная пешка · c5 чёрная пешка · d5 белая пешка · a4 чёрная ладья · e4 белая пешка · c3 белая пешка · d3 белый слон · e3 белый ферзь · f3 белый конь · g3 белый конь · h3 белая пешка · b2 белая пешка · f2 белая пешка · g2 белая пешка · d1 белая ладья · e1 белая ладья · g1 белый король | a8 чёрный ферзь · f8 чёрная ладья · b7 чёрный слон · c7 чёрный конь · e7 чёрная пешка · f7 чёрная пешка · g7 чёрный король · h7 чёрная пешка · d6 чёрная пешка · f6 чёрный конь · g6 чёрная пешка · b5 чёрная пешка · c5 чёрная пешка · d5 белая пешка · a4 чёрная ладья · e4 белая пешка · c3 белая пешка · d3 белый слон · e3 белый ферзь · f3 белый конь · g3 белый конь · h3 белая пешка · b2 белая пешка · f2 белая пешка · g2 белая пешка · d1 белая ладья · e1 белая ладья · g1 белый король | a8 чёрный ферзь · f8 чёрная ладья · b7 чёрный слон · c7 чёрный конь · e7 чёрная пешка · f7 чёрная пешка · g7 чёрный король · h7 чёрная пешка · d6 чёрная пешка · f6 чёрный конь · g6 чёрная пешка · b5 чёрная пешка · c5 чёрная пешка · d5 белая пешка · a4 чёрная ладья · e4 белая пешка · c3 белая пешка · d3 белый слон · e3 белый ферзь · f3 белый конь · g3 белый конь · h3 белая пешка · b2 белая пешка · f2 белая пешка · g2 белая пешка · d1 белая ладья · e1 белая ладья · g1 белый король | a8 чёрный ферзь · f8 чёрная ладья · b7 чёрный слон · c7 чёрный конь · e7 чёрная пешка · f7 чёрная пешка · g7 чёрный король · h7 чёрная пешка · d6 чёрная пешка · f6 чёрный конь · g6 чёрная пешка · b5 чёрная пешка · c5 чёрная пешка · d5 белая пешка · a4 чёрная ладья · e4 белая пешка · c3 белая пешка · d3 белый слон · e3 белый ферзь · f3 белый конь · g3 белый конь · h3 белая пешка · b2 белая пешка · f2 белая пешка · g2 белая пешка · d1 белая ладья · e1 белая ладья · g1 белый король | a8 чёрный ферзь · f8 чёрная ладья · b7 чёрный слон · c7 чёрный конь · e7 чёрная пешка · f7 чёрная пешка · g7 чёрный король · h7 чёрная пешка · d6 чёрная пешка · f6 чёрный конь · g6 чёрная пешка · b5 чёрная пешка · c5 чёрная пешка · d5 белая пешка · a4 чёрная ладья · e4 белая пешка · c3 белая пешка · d3 белый слон · e3 белый ферзь · f3 белый конь · g3 белый конь · h3 белая пешка · b2 белая пешка · f2 белая пешка · g2 белая пешка · d1 белая ладья · e1 белая ладья · g1 белый король | a8 чёрный ферзь · f8 чёрная ладья · b7 чёрный слон · c7 чёрный конь · e7 чёрная пешка · f7 чёрная пешка · g7 чёрный король · h7 чёрная пешка · d6 чёрная пешка · f6 чёрный конь · g6 чёрная пешка · b5 чёрная пешка · c5 чёрная пешка · d5 белая пешка · a4 чёрная ладья · e4 белая пешка · c3 белая пешка · d3 белый слон · e3 белый ферзь · f3 белый конь · g3 белый конь · h3 белая пешка · b2 белая пешка · f2 белая пешка · g2 белая пешка · d1 белая ладья · e1 белая ладья · g1 белый король | 8 |
| 7 | a8 чёрный ферзь · f8 чёрная ладья · b7 чёрный слон · c7 чёрный конь · e7 чёрная пешка · f7 чёрная пешка · g7 чёрный король · h7 чёрная пешка · d6 чёрная пешка · f6 чёрный конь · g6 чёрная пешка · b5 чёрная пешка · c5 чёрная пешка · d5 белая пешка · a4 чёрная ладья · e4 белая пешка · c3 белая пешка · d3 белый слон · e3 белый ферзь · f3 белый конь · g3 белый конь · h3 белая пешка · b2 белая пешка · f2 белая пешка · g2 белая пешка · d1 белая ладья · e1 белая ладья · g1 белый король | a8 чёрный ферзь · f8 чёрная ладья · b7 чёрный слон · c7 чёрный конь · e7 чёрная пешка · f7 чёрная пешка · g7 чёрный король · h7 чёрная пешка · d6 чёрная пешка · f6 чёрный конь · g6 чёрная пешка · b5 чёрная пешка · c5 чёрная пешка · d5 белая пешка · a4 чёрная ладья · e4 белая пешка · c3 белая пешка · d3 белый слон · e3 белый ферзь · f3 белый конь · g3 белый конь · h3 белая пешка · b2 белая пешка · f2 белая пешка · g2 белая пешка · d1 белая ладья · e1 белая ладья · g1 белый король | a8 чёрный ферзь · f8 чёрная ладья · b7 чёрный слон · c7 чёрный конь · e7 чёрная пешка · f7 чёрная пешка · g7 чёрный король · h7 чёрная пешка · d6 чёрная пешка · f6 чёрный конь · g6 чёрная пешка · b5 чёрная пешка · c5 чёрная пешка · d5 белая пешка · a4 чёрная ладья · e4 белая пешка · c3 белая пешка · d3 белый слон · e3 белый ферзь · f3 белый конь · g3 белый конь · h3 белая пешка · b2 белая пешка · f2 белая пешка · g2 белая пешка · d1 белая ладья · e1 белая ладья · g1 белый король | a8 чёрный ферзь · f8 чёрная ладья · b7 чёрный слон · c7 чёрный конь · e7 чёрная пешка · f7 чёрная пешка · g7 чёрный король · h7 чёрная пешка · d6 чёрная пешка · f6 чёрный конь · g6 чёрная пешка · b5 чёрная пешка · c5 чёрная пешка · d5 белая пешка · a4 чёрная ладья · e4 белая пешка · c3 белая пешка · d3 белый слон · e3 белый ферзь · f3 белый конь · g3 белый конь · h3 белая пешка · b2 белая пешка · f2 белая пешка · g2 белая пешка · d1 белая ладья · e1 белая ладья · g1 белый король | a8 чёрный ферзь · f8 чёрная ладья · b7 чёрный слон · c7 чёрный конь · e7 чёрная пешка · f7 чёрная пешка · g7 чёрный король · h7 чёрная пешка · d6 чёрная пешка · f6 чёрный конь · g6 чёрная пешка · b5 чёрная пешка · c5 чёрная пешка · d5 белая пешка · a4 чёрная ладья · e4 белая пешка · c3 белая пешка · d3 белый слон · e3 белый ферзь · f3 белый конь · g3 белый конь · h3 белая пешка · b2 белая пешка · f2 белая пешка · g2 белая пешка · d1 белая ладья · e1 белая ладья · g1 белый король | a8 чёрный ферзь · f8 чёрная ладья · b7 чёрный слон · c7 чёрный конь · e7 чёрная пешка · f7 чёрная пешка · g7 чёрный король · h7 чёрная пешка · d6 чёрная пешка · f6 чёрный конь · g6 чёрная пешка · b5 чёрная пешка · c5 чёрная пешка · d5 белая пешка · a4 чёрная ладья · e4 белая пешка · c3 белая пешка · d3 белый слон · e3 белый ферзь · f3 белый конь · g3 белый конь · h3 белая пешка · b2 белая пешка · f2 белая пешка · g2 белая пешка · d1 белая ладья · e1 белая ладья · g1 белый король | a8 чёрный ферзь · f8 чёрная ладья · b7 чёрный слон · c7 чёрный конь · e7 чёрная пешка · f7 чёрная пешка · g7 чёрный король · h7 чёрная пешка · d6 чёрная пешка · f6 чёрный конь · g6 чёрная пешка · b5 чёрная пешка · c5 чёрная пешка · d5 белая пешка · a4 чёрная ладья · e4 белая пешка · c3 белая пешка · d3 белый слон · e3 белый ферзь · f3 белый конь · g3 белый конь · h3 белая пешка · b2 белая пешка · f2 белая пешка · g2 белая пешка · d1 белая ладья · e1 белая ладья · g1 белый король | a8 чёрный ферзь · f8 чёрная ладья · b7 чёрный слон · c7 чёрный конь · e7 чёрная пешка · f7 чёрная пешка · g7 чёрный король · h7 чёрная пешка · d6 чёрная пешка · f6 чёрный конь · g6 чёрная пешка · b5 чёрная пешка · c5 чёрная пешка · d5 белая пешка · a4 чёрная ладья · e4 белая пешка · c3 белая пешка · d3 белый слон · e3 белый ферзь · f3 белый конь · g3 белый конь · h3 белая пешка · b2 белая пешка · f2 белая пешка · g2 белая пешка · d1 белая ладья · e1 белая ладья · g1 белый король | 7 |
| 6 | a8 чёрный ферзь · f8 чёрная ладья · b7 чёрный слон · c7 чёрный конь · e7 чёрная пешка · f7 чёрная пешка · g7 чёрный король · h7 чёрная пешка · d6 чёрная пешка · f6 чёрный конь · g6 чёрная пешка · b5 чёрная пешка · c5 чёрная пешка · d5 белая пешка · a4 чёрная ладья · e4 белая пешка · c3 белая пешка · d3 белый слон · e3 белый ферзь · f3 белый конь · g3 белый конь · h3 белая пешка · b2 белая пешка · f2 белая пешка · g2 белая пешка · d1 белая ладья · e1 белая ладья · g1 белый король | a8 чёрный ферзь · f8 чёрная ладья · b7 чёрный слон · c7 чёрный конь · e7 чёрная пешка · f7 чёрная пешка · g7 чёрный король · h7 чёрная пешка · d6 чёрная пешка · f6 чёрный конь · g6 чёрная пешка · b5 чёрная пешка · c5 чёрная пешка · d5 белая пешка · a4 чёрная ладья · e4 белая пешка · c3 белая пешка · d3 белый слон · e3 белый ферзь · f3 белый конь · g3 белый конь · h3 белая пешка · b2 белая пешка · f2 белая пешка · g2 белая пешка · d1 белая ладья · e1 белая ладья · g1 белый король | a8 чёрный ферзь · f8 чёрная ладья · b7 чёрный слон · c7 чёрный конь · e7 чёрная пешка · f7 чёрная пешка · g7 чёрный король · h7 чёрная пешка · d6 чёрная пешка · f6 чёрный конь · g6 чёрная пешка · b5 чёрная пешка · c5 чёрная пешка · d5 белая пешка · a4 чёрная ладья · e4 белая пешка · c3 белая пешка · d3 белый слон · e3 белый ферзь · f3 белый конь · g3 белый конь · h3 белая пешка · b2 белая пешка · f2 белая пешка · g2 белая пешка · d1 белая ладья · e1 белая ладья · g1 белый король | a8 чёрный ферзь · f8 чёрная ладья · b7 чёрный слон · c7 чёрный конь · e7 чёрная пешка · f7 чёрная пешка · g7 чёрный король · h7 чёрная пешка · d6 чёрная пешка · f6 чёрный конь · g6 чёрная пешка · b5 чёрная пешка · c5 чёрная пешка · d5 белая пешка · a4 чёрная ладья · e4 белая пешка · c3 белая пешка · d3 белый слон · e3 белый ферзь · f3 белый конь · g3 белый конь · h3 белая пешка · b2 белая пешка · f2 белая пешка · g2 белая пешка · d1 белая ладья · e1 белая ладья · g1 белый король | a8 чёрный ферзь · f8 чёрная ладья · b7 чёрный слон · c7 чёрный конь · e7 чёрная пешка · f7 чёрная пешка · g7 чёрный король · h7 чёрная пешка · d6 чёрная пешка · f6 чёрный конь · g6 чёрная пешка · b5 чёрная пешка · c5 чёрная пешка · d5 белая пешка · a4 чёрная ладья · e4 белая пешка · c3 белая пешка · d3 белый слон · e3 белый ферзь · f3 белый конь · g3 белый конь · h3 белая пешка · b2 белая пешка · f2 белая пешка · g2 белая пешка · d1 белая ладья · e1 белая ладья · g1 белый король | a8 чёрный ферзь · f8 чёрная ладья · b7 чёрный слон · c7 чёрный конь · e7 чёрная пешка · f7 чёрная пешка · g7 чёрный король · h7 чёрная пешка · d6 чёрная пешка · f6 чёрный конь · g6 чёрная пешка · b5 чёрная пешка · c5 чёрная пешка · d5 белая пешка · a4 чёрная ладья · e4 белая пешка · c3 белая пешка · d3 белый слон · e3 белый ферзь · f3 белый конь · g3 белый конь · h3 белая пешка · b2 белая пешка · f2 белая пешка · g2 белая пешка · d1 белая ладья · e1 белая ладья · g1 белый король | a8 чёрный ферзь · f8 чёрная ладья · b7 чёрный слон · c7 чёрный конь · e7 чёрная пешка · f7 чёрная пешка · g7 чёрный король · h7 чёрная пешка · d6 чёрная пешка · f6 чёрный конь · g6 чёрная пешка · b5 чёрная пешка · c5 чёрная пешка · d5 белая пешка · a4 чёрная ладья · e4 белая пешка · c3 белая пешка · d3 белый слон · e3 белый ферзь · f3 белый конь · g3 белый конь · h3 белая пешка · b2 белая пешка · f2 белая пешка · g2 белая пешка · d1 белая ладья · e1 белая ладья · g1 белый король | a8 чёрный ферзь · f8 чёрная ладья · b7 чёрный слон · c7 чёрный конь · e7 чёрная пешка · f7 чёрная пешка · g7 чёрный король · h7 чёрная пешка · d6 чёрная пешка · f6 чёрный конь · g6 чёрная пешка · b5 чёрная пешка · c5 чёрная пешка · d5 белая пешка · a4 чёрная ладья · e4 белая пешка · c3 белая пешка · d3 белый слон · e3 белый ферзь · f3 белый конь · g3 белый конь · h3 белая пешка · b2 белая пешка · f2 белая пешка · g2 белая пешка · d1 белая ладья · e1 белая ладья · g1 белый король | 6 |
| 5 | a8 чёрный ферзь · f8 чёрная ладья · b7 чёрный слон · c7 чёрный конь · e7 чёрная пешка · f7 чёрная пешка · g7 чёрный король · h7 чёрная пешка · d6 чёрная пешка · f6 чёрный конь · g6 чёрная пешка · b5 чёрная пешка · c5 чёрная пешка · d5 белая пешка · a4 чёрная ладья · e4 белая пешка · c3 белая пешка · d3 белый слон · e3 белый ферзь · f3 белый конь · g3 белый конь · h3 белая пешка · b2 белая пешка · f2 белая пешка · g2 белая пешка · d1 белая ладья · e1 белая ладья · g1 белый король | a8 чёрный ферзь · f8 чёрная ладья · b7 чёрный слон · c7 чёрный конь · e7 чёрная пешка · f7 чёрная пешка · g7 чёрный король · h7 чёрная пешка · d6 чёрная пешка · f6 чёрный конь · g6 чёрная пешка · b5 чёрная пешка · c5 чёрная пешка · d5 белая пешка · a4 чёрная ладья · e4 белая пешка · c3 белая пешка · d3 белый слон · e3 белый ферзь · f3 белый конь · g3 белый конь · h3 белая пешка · b2 белая пешка · f2 белая пешка · g2 белая пешка · d1 белая ладья · e1 белая ладья · g1 белый король | a8 чёрный ферзь · f8 чёрная ладья · b7 чёрный слон · c7 чёрный конь · e7 чёрная пешка · f7 чёрная пешка · g7 чёрный король · h7 чёрная пешка · d6 чёрная пешка · f6 чёрный конь · g6 чёрная пешка · b5 чёрная пешка · c5 чёрная пешка · d5 белая пешка · a4 чёрная ладья · e4 белая пешка · c3 белая пешка · d3 белый слон · e3 белый ферзь · f3 белый конь · g3 белый конь · h3 белая пешка · b2 белая пешка · f2 белая пешка · g2 белая пешка · d1 белая ладья · e1 белая ладья · g1 белый король | a8 чёрный ферзь · f8 чёрная ладья · b7 чёрный слон · c7 чёрный конь · e7 чёрная пешка · f7 чёрная пешка · g7 чёрный король · h7 чёрная пешка · d6 чёрная пешка · f6 чёрный конь · g6 чёрная пешка · b5 чёрная пешка · c5 чёрная пешка · d5 белая пешка · a4 чёрная ладья · e4 белая пешка · c3 белая пешка · d3 белый слон · e3 белый ферзь · f3 белый конь · g3 белый конь · h3 белая пешка · b2 белая пешка · f2 белая пешка · g2 белая пешка · d1 белая ладья · e1 белая ладья · g1 белый король | a8 чёрный ферзь · f8 чёрная ладья · b7 чёрный слон · c7 чёрный конь · e7 чёрная пешка · f7 чёрная пешка · g7 чёрный король · h7 чёрная пешка · d6 чёрная пешка · f6 чёрный конь · g6 чёрная пешка · b5 чёрная пешка · c5 чёрная пешка · d5 белая пешка · a4 чёрная ладья · e4 белая пешка · c3 белая пешка · d3 белый слон · e3 белый ферзь · f3 белый конь · g3 белый конь · h3 белая пешка · b2 белая пешка · f2 белая пешка · g2 белая пешка · d1 белая ладья · e1 белая ладья · g1 белый король | a8 чёрный ферзь · f8 чёрная ладья · b7 чёрный слон · c7 чёрный конь · e7 чёрная пешка · f7 чёрная пешка · g7 чёрный король · h7 чёрная пешка · d6 чёрная пешка · f6 чёрный конь · g6 чёрная пешка · b5 чёрная пешка · c5 чёрная пешка · d5 белая пешка · a4 чёрная ладья · e4 белая пешка · c3 белая пешка · d3 белый слон · e3 белый ферзь · f3 белый конь · g3 белый конь · h3 белая пешка · b2 белая пешка · f2 белая пешка · g2 белая пешка · d1 белая ладья · e1 белая ладья · g1 белый король | a8 чёрный ферзь · f8 чёрная ладья · b7 чёрный слон · c7 чёрный конь · e7 чёрная пешка · f7 чёрная пешка · g7 чёрный король · h7 чёрная пешка · d6 чёрная пешка · f6 чёрный конь · g6 чёрная пешка · b5 чёрная пешка · c5 чёрная пешка · d5 белая пешка · a4 чёрная ладья · e4 белая пешка · c3 белая пешка · d3 белый слон · e3 белый ферзь · f3 белый конь · g3 белый конь · h3 белая пешка · b2 белая пешка · f2 белая пешка · g2 белая пешка · d1 белая ладья · e1 белая ладья · g1 белый король | a8 чёрный ферзь · f8 чёрная ладья · b7 чёрный слон · c7 чёрный конь · e7 чёрная пешка · f7 чёрная пешка · g7 чёрный король · h7 чёрная пешка · d6 чёрная пешка · f6 чёрный конь · g6 чёрная пешка · b5 чёрная пешка · c5 чёрная пешка · d5 белая пешка · a4 чёрная ладья · e4 белая пешка · c3 белая пешка · d3 белый слон · e3 белый ферзь · f3 белый конь · g3 белый конь · h3 белая пешка · b2 белая пешка · f2 белая пешка · g2 белая пешка · d1 белая ладья · e1 белая ладья · g1 белый король | 5 |
| 4 | a8 чёрный ферзь · f8 чёрная ладья · b7 чёрный слон · c7 чёрный конь · e7 чёрная пешка · f7 чёрная пешка · g7 чёрный король · h7 чёрная пешка · d6 чёрная пешка · f6 чёрный конь · g6 чёрная пешка · b5 чёрная пешка · c5 чёрная пешка · d5 белая пешка · a4 чёрная ладья · e4 белая пешка · c3 белая пешка · d3 белый слон · e3 белый ферзь · f3 белый конь · g3 белый конь · h3 белая пешка · b2 белая пешка · f2 белая пешка · g2 белая пешка · d1 белая ладья · e1 белая ладья · g1 белый король | a8 чёрный ферзь · f8 чёрная ладья · b7 чёрный слон · c7 чёрный конь · e7 чёрная пешка · f7 чёрная пешка · g7 чёрный король · h7 чёрная пешка · d6 чёрная пешка · f6 чёрный конь · g6 чёрная пешка · b5 чёрная пешка · c5 чёрная пешка · d5 белая пешка · a4 чёрная ладья · e4 белая пешка · c3 белая пешка · d3 белый слон · e3 белый ферзь · f3 белый конь · g3 белый конь · h3 белая пешка · b2 белая пешка · f2 белая пешка · g2 белая пешка · d1 белая ладья · e1 белая ладья · g1 белый король | a8 чёрный ферзь · f8 чёрная ладья · b7 чёрный слон · c7 чёрный конь · e7 чёрная пешка · f7 чёрная пешка · g7 чёрный король · h7 чёрная пешка · d6 чёрная пешка · f6 чёрный конь · g6 чёрная пешка · b5 чёрная пешка · c5 чёрная пешка · d5 белая пешка · a4 чёрная ладья · e4 белая пешка · c3 белая пешка · d3 белый слон · e3 белый ферзь · f3 белый конь · g3 белый конь · h3 белая пешка · b2 белая пешка · f2 белая пешка · g2 белая пешка · d1 белая ладья · e1 белая ладья · g1 белый король | a8 чёрный ферзь · f8 чёрная ладья · b7 чёрный слон · c7 чёрный конь · e7 чёрная пешка · f7 чёрная пешка · g7 чёрный король · h7 чёрная пешка · d6 чёрная пешка · f6 чёрный конь · g6 чёрная пешка · b5 чёрная пешка · c5 чёрная пешка · d5 белая пешка · a4 чёрная ладья · e4 белая пешка · c3 белая пешка · d3 белый слон · e3 белый ферзь · f3 белый конь · g3 белый конь · h3 белая пешка · b2 белая пешка · f2 белая пешка · g2 белая пешка · d1 белая ладья · e1 белая ладья · g1 белый король | a8 чёрный ферзь · f8 чёрная ладья · b7 чёрный слон · c7 чёрный конь · e7 чёрная пешка · f7 чёрная пешка · g7 чёрный король · h7 чёрная пешка · d6 чёрная пешка · f6 чёрный конь · g6 чёрная пешка · b5 чёрная пешка · c5 чёрная пешка · d5 белая пешка · a4 чёрная ладья · e4 белая пешка · c3 белая пешка · d3 белый слон · e3 белый ферзь · f3 белый конь · g3 белый конь · h3 белая пешка · b2 белая пешка · f2 белая пешка · g2 белая пешка · d1 белая ладья · e1 белая ладья · g1 белый король | a8 чёрный ферзь · f8 чёрная ладья · b7 чёрный слон · c7 чёрный конь · e7 чёрная пешка · f7 чёрная пешка · g7 чёрный король · h7 чёрная пешка · d6 чёрная пешка · f6 чёрный конь · g6 чёрная пешка · b5 чёрная пешка · c5 чёрная пешка · d5 белая пешка · a4 чёрная ладья · e4 белая пешка · c3 белая пешка · d3 белый слон · e3 белый ферзь · f3 белый конь · g3 белый конь · h3 белая пешка · b2 белая пешка · f2 белая пешка · g2 белая пешка · d1 белая ладья · e1 белая ладья · g1 белый король | a8 чёрный ферзь · f8 чёрная ладья · b7 чёрный слон · c7 чёрный конь · e7 чёрная пешка · f7 чёрная пешка · g7 чёрный король · h7 чёрная пешка · d6 чёрная пешка · f6 чёрный конь · g6 чёрная пешка · b5 чёрная пешка · c5 чёрная пешка · d5 белая пешка · a4 чёрная ладья · e4 белая пешка · c3 белая пешка · d3 белый слон · e3 белый ферзь · f3 белый конь · g3 белый конь · h3 белая пешка · b2 белая пешка · f2 белая пешка · g2 белая пешка · d1 белая ладья · e1 белая ладья · g1 белый король | a8 чёрный ферзь · f8 чёрная ладья · b7 чёрный слон · c7 чёрный конь · e7 чёрная пешка · f7 чёрная пешка · g7 чёрный король · h7 чёрная пешка · d6 чёрная пешка · f6 чёрный конь · g6 чёрная пешка · b5 чёрная пешка · c5 чёрная пешка · d5 белая пешка · a4 чёрная ладья · e4 белая пешка · c3 белая пешка · d3 белый слон · e3 белый ферзь · f3 белый конь · g3 белый конь · h3 белая пешка · b2 белая пешка · f2 белая пешка · g2 белая пешка · d1 белая ладья · e1 белая ладья · g1 белый король | 4 |
| 3 | a8 чёрный ферзь · f8 чёрная ладья · b7 чёрный слон · c7 чёрный конь · e7 чёрная пешка · f7 чёрная пешка · g7 чёрный король · h7 чёрная пешка · d6 чёрная пешка · f6 чёрный конь · g6 чёрная пешка · b5 чёрная пешка · c5 чёрная пешка · d5 белая пешка · a4 чёрная ладья · e4 белая пешка · c3 белая пешка · d3 белый слон · e3 белый ферзь · f3 белый конь · g3 белый конь · h3 белая пешка · b2 белая пешка · f2 белая пешка · g2 белая пешка · d1 белая ладья · e1 белая ладья · g1 белый король | a8 чёрный ферзь · f8 чёрная ладья · b7 чёрный слон · c7 чёрный конь · e7 чёрная пешка · f7 чёрная пешка · g7 чёрный король · h7 чёрная пешка · d6 чёрная пешка · f6 чёрный конь · g6 чёрная пешка · b5 чёрная пешка · c5 чёрная пешка · d5 белая пешка · a4 чёрная ладья · e4 белая пешка · c3 белая пешка · d3 белый слон · e3 белый ферзь · f3 белый конь · g3 белый конь · h3 белая пешка · b2 белая пешка · f2 белая пешка · g2 белая пешка · d1 белая ладья · e1 белая ладья · g1 белый король | a8 чёрный ферзь · f8 чёрная ладья · b7 чёрный слон · c7 чёрный конь · e7 чёрная пешка · f7 чёрная пешка · g7 чёрный король · h7 чёрная пешка · d6 чёрная пешка · f6 чёрный конь · g6 чёрная пешка · b5 чёрная пешка · c5 чёрная пешка · d5 белая пешка · a4 чёрная ладья · e4 белая пешка · c3 белая пешка · d3 белый слон · e3 белый ферзь · f3 белый конь · g3 белый конь · h3 белая пешка · b2 белая пешка · f2 белая пешка · g2 белая пешка · d1 белая ладья · e1 белая ладья · g1 белый король | a8 чёрный ферзь · f8 чёрная ладья · b7 чёрный слон · c7 чёрный конь · e7 чёрная пешка · f7 чёрная пешка · g7 чёрный король · h7 чёрная пешка · d6 чёрная пешка · f6 чёрный конь · g6 чёрная пешка · b5 чёрная пешка · c5 чёрная пешка · d5 белая пешка · a4 чёрная ладья · e4 белая пешка · c3 белая пешка · d3 белый слон · e3 белый ферзь · f3 белый конь · g3 белый конь · h3 белая пешка · b2 белая пешка · f2 белая пешка · g2 белая пешка · d1 белая ладья · e1 белая ладья · g1 белый король | a8 чёрный ферзь · f8 чёрная ладья · b7 чёрный слон · c7 чёрный конь · e7 чёрная пешка · f7 чёрная пешка · g7 чёрный король · h7 чёрная пешка · d6 чёрная пешка · f6 чёрный конь · g6 чёрная пешка · b5 чёрная пешка · c5 чёрная пешка · d5 белая пешка · a4 чёрная ладья · e4 белая пешка · c3 белая пешка · d3 белый слон · e3 белый ферзь · f3 белый конь · g3 белый конь · h3 белая пешка · b2 белая пешка · f2 белая пешка · g2 белая пешка · d1 белая ладья · e1 белая ладья · g1 белый король | a8 чёрный ферзь · f8 чёрная ладья · b7 чёрный слон · c7 чёрный конь · e7 чёрная пешка · f7 чёрная пешка · g7 чёрный король · h7 чёрная пешка · d6 чёрная пешка · f6 чёрный конь · g6 чёрная пешка · b5 чёрная пешка · c5 чёрная пешка · d5 белая пешка · a4 чёрная ладья · e4 белая пешка · c3 белая пешка · d3 белый слон · e3 белый ферзь · f3 белый конь · g3 белый конь · h3 белая пешка · b2 белая пешка · f2 белая пешка · g2 белая пешка · d1 белая ладья · e1 белая ладья · g1 белый король | a8 чёрный ферзь · f8 чёрная ладья · b7 чёрный слон · c7 чёрный конь · e7 чёрная пешка · f7 чёрная пешка · g7 чёрный король · h7 чёрная пешка · d6 чёрная пешка · f6 чёрный конь · g6 чёрная пешка · b5 чёрная пешка · c5 чёрная пешка · d5 белая пешка · a4 чёрная ладья · e4 белая пешка · c3 белая пешка · d3 белый слон · e3 белый ферзь · f3 белый конь · g3 белый конь · h3 белая пешка · b2 белая пешка · f2 белая пешка · g2 белая пешка · d1 белая ладья · e1 белая ладья · g1 белый король | a8 чёрный ферзь · f8 чёрная ладья · b7 чёрный слон · c7 чёрный конь · e7 чёрная пешка · f7 чёрная пешка · g7 чёрный король · h7 чёрная пешка · d6 чёрная пешка · f6 чёрный конь · g6 чёрная пешка · b5 чёрная пешка · c5 чёрная пешка · d5 белая пешка · a4 чёрная ладья · e4 белая пешка · c3 белая пешка · d3 белый слон · e3 белый ферзь · f3 белый конь · g3 белый конь · h3 белая пешка · b2 белая пешка · f2 белая пешка · g2 белая пешка · d1 белая ладья · e1 белая ладья · g1 белый король | 3 |
| 2 | a8 чёрный ферзь · f8 чёрная ладья · b7 чёрный слон · c7 чёрный конь · e7 чёрная пешка · f7 чёрная пешка · g7 чёрный король · h7 чёрная пешка · d6 чёрная пешка · f6 чёрный конь · g6 чёрная пешка · b5 чёрная пешка · c5 чёрная пешка · d5 белая пешка · a4 чёрная ладья · e4 белая пешка · c3 белая пешка · d3 белый слон · e3 белый ферзь · f3 белый конь · g3 белый конь · h3 белая пешка · b2 белая пешка · f2 белая пешка · g2 белая пешка · d1 белая ладья · e1 белая ладья · g1 белый король | a8 чёрный ферзь · f8 чёрная ладья · b7 чёрный слон · c7 чёрный конь · e7 чёрная пешка · f7 чёрная пешка · g7 чёрный король · h7 чёрная пешка · d6 чёрная пешка · f6 чёрный конь · g6 чёрная пешка · b5 чёрная пешка · c5 чёрная пешка · d5 белая пешка · a4 чёрная ладья · e4 белая пешка · c3 белая пешка · d3 белый слон · e3 белый ферзь · f3 белый конь · g3 белый конь · h3 белая пешка · b2 белая пешка · f2 белая пешка · g2 белая пешка · d1 белая ладья · e1 белая ладья · g1 белый король | a8 чёрный ферзь · f8 чёрная ладья · b7 чёрный слон · c7 чёрный конь · e7 чёрная пешка · f7 чёрная пешка · g7 чёрный король · h7 чёрная пешка · d6 чёрная пешка · f6 чёрный конь · g6 чёрная пешка · b5 чёрная пешка · c5 чёрная пешка · d5 белая пешка · a4 чёрная ладья · e4 белая пешка · c3 белая пешка · d3 белый слон · e3 белый ферзь · f3 белый конь · g3 белый конь · h3 белая пешка · b2 белая пешка · f2 белая пешка · g2 белая пешка · d1 белая ладья · e1 белая ладья · g1 белый король | a8 чёрный ферзь · f8 чёрная ладья · b7 чёрный слон · c7 чёрный конь · e7 чёрная пешка · f7 чёрная пешка · g7 чёрный король · h7 чёрная пешка · d6 чёрная пешка · f6 чёрный конь · g6 чёрная пешка · b5 чёрная пешка · c5 чёрная пешка · d5 белая пешка · a4 чёрная ладья · e4 белая пешка · c3 белая пешка · d3 белый слон · e3 белый ферзь · f3 белый конь · g3 белый конь · h3 белая пешка · b2 белая пешка · f2 белая пешка · g2 белая пешка · d1 белая ладья · e1 белая ладья · g1 белый король | a8 чёрный ферзь · f8 чёрная ладья · b7 чёрный слон · c7 чёрный конь · e7 чёрная пешка · f7 чёрная пешка · g7 чёрный король · h7 чёрная пешка · d6 чёрная пешка · f6 чёрный конь · g6 чёрная пешка · b5 чёрная пешка · c5 чёрная пешка · d5 белая пешка · a4 чёрная ладья · e4 белая пешка · c3 белая пешка · d3 белый слон · e3 белый ферзь · f3 белый конь · g3 белый конь · h3 белая пешка · b2 белая пешка · f2 белая пешка · g2 белая пешка · d1 белая ладья · e1 белая ладья · g1 белый король | a8 чёрный ферзь · f8 чёрная ладья · b7 чёрный слон · c7 чёрный конь · e7 чёрная пешка · f7 чёрная пешка · g7 чёрный король · h7 чёрная пешка · d6 чёрная пешка · f6 чёрный конь · g6 чёрная пешка · b5 чёрная пешка · c5 чёрная пешка · d5 белая пешка · a4 чёрная ладья · e4 белая пешка · c3 белая пешка · d3 белый слон · e3 белый ферзь · f3 белый конь · g3 белый конь · h3 белая пешка · b2 белая пешка · f2 белая пешка · g2 белая пешка · d1 белая ладья · e1 белая ладья · g1 белый король | a8 чёрный ферзь · f8 чёрная ладья · b7 чёрный слон · c7 чёрный конь · e7 чёрная пешка · f7 чёрная пешка · g7 чёрный король · h7 чёрная пешка · d6 чёрная пешка · f6 чёрный конь · g6 чёрная пешка · b5 чёрная пешка · c5 чёрная пешка · d5 белая пешка · a4 чёрная ладья · e4 белая пешка · c3 белая пешка · d3 белый слон · e3 белый ферзь · f3 белый конь · g3 белый конь · h3 белая пешка · b2 белая пешка · f2 белая пешка · g2 белая пешка · d1 белая ладья · e1 белая ладья · g1 белый король | a8 чёрный ферзь · f8 чёрная ладья · b7 чёрный слон · c7 чёрный конь · e7 чёрная пешка · f7 чёрная пешка · g7 чёрный король · h7 чёрная пешка · d6 чёрная пешка · f6 чёрный конь · g6 чёрная пешка · b5 чёрная пешка · c5 чёрная пешка · d5 белая пешка · a4 чёрная ладья · e4 белая пешка · c3 белая пешка · d3 белый слон · e3 белый ферзь · f3 белый конь · g3 белый конь · h3 белая пешка · b2 белая пешка · f2 белая пешка · g2 белая пешка · d1 белая ладья · e1 белая ладья · g1 белый король | 2 |
| 1 | a8 чёрный ферзь · f8 чёрная ладья · b7 чёрный слон · c7 чёрный конь · e7 чёрная пешка · f7 чёрная пешка · g7 чёрный король · h7 чёрная пешка · d6 чёрная пешка · f6 чёрный конь · g6 чёрная пешка · b5 чёрная пешка · c5 чёрная пешка · d5 белая пешка · a4 чёрная ладья · e4 белая пешка · c3 белая пешка · d3 белый слон · e3 белый ферзь · f3 белый конь · g3 белый конь · h3 белая пешка · b2 белая пешка · f2 белая пешка · g2 белая пешка · d1 белая ладья · e1 белая ладья · g1 белый король | a8 чёрный ферзь · f8 чёрная ладья · b7 чёрный слон · c7 чёрный конь · e7 чёрная пешка · f7 чёрная пешка · g7 чёрный король · h7 чёрная пешка · d6 чёрная пешка · f6 чёрный конь · g6 чёрная пешка · b5 чёрная пешка · c5 чёрная пешка · d5 белая пешка · a4 чёрная ладья · e4 белая пешка · c3 белая пешка · d3 белый слон · e3 белый ферзь · f3 белый конь · g3 белый конь · h3 белая пешка · b2 белая пешка · f2 белая пешка · g2 белая пешка · d1 белая ладья · e1 белая ладья · g1 белый король | a8 чёрный ферзь · f8 чёрная ладья · b7 чёрный слон · c7 чёрный конь · e7 чёрная пешка · f7 чёрная пешка · g7 чёрный король · h7 чёрная пешка · d6 чёрная пешка · f6 чёрный конь · g6 чёрная пешка · b5 чёрная пешка · c5 чёрная пешка · d5 белая пешка · a4 чёрная ладья · e4 белая пешка · c3 белая пешка · d3 белый слон · e3 белый ферзь · f3 белый конь · g3 белый конь · h3 белая пешка · b2 белая пешка · f2 белая пешка · g2 белая пешка · d1 белая ладья · e1 белая ладья · g1 белый король | a8 чёрный ферзь · f8 чёрная ладья · b7 чёрный слон · c7 чёрный конь · e7 чёрная пешка · f7 чёрная пешка · g7 чёрный король · h7 чёрная пешка · d6 чёрная пешка · f6 чёрный конь · g6 чёрная пешка · b5 чёрная пешка · c5 чёрная пешка · d5 белая пешка · a4 чёрная ладья · e4 белая пешка · c3 белая пешка · d3 белый слон · e3 белый ферзь · f3 белый конь · g3 белый конь · h3 белая пешка · b2 белая пешка · f2 белая пешка · g2 белая пешка · d1 белая ладья · e1 белая ладья · g1 белый король | a8 чёрный ферзь · f8 чёрная ладья · b7 чёрный слон · c7 чёрный конь · e7 чёрная пешка · f7 чёрная пешка · g7 чёрный король · h7 чёрная пешка · d6 чёрная пешка · f6 чёрный конь · g6 чёрная пешка · b5 чёрная пешка · c5 чёрная пешка · d5 белая пешка · a4 чёрная ладья · e4 белая пешка · c3 белая пешка · d3 белый слон · e3 белый ферзь · f3 белый конь · g3 белый конь · h3 белая пешка · b2 белая пешка · f2 белая пешка · g2 белая пешка · d1 белая ладья · e1 белая ладья · g1 белый король | a8 чёрный ферзь · f8 чёрная ладья · b7 чёрный слон · c7 чёрный конь · e7 чёрная пешка · f7 чёрная пешка · g7 чёрный король · h7 чёрная пешка · d6 чёрная пешка · f6 чёрный конь · g6 чёрная пешка · b5 чёрная пешка · c5 чёрная пешка · d5 белая пешка · a4 чёрная ладья · e4 белая пешка · c3 белая пешка · d3 белый слон · e3 белый ферзь · f3 белый конь · g3 белый конь · h3 белая пешка · b2 белая пешка · f2 белая пешка · g2 белая пешка · d1 белая ладья · e1 белая ладья · g1 белый король | a8 чёрный ферзь · f8 чёрная ладья · b7 чёрный слон · c7 чёрный конь · e7 чёрная пешка · f7 чёрная пешка · g7 чёрный король · h7 чёрная пешка · d6 чёрная пешка · f6 чёрный конь · g6 чёрная пешка · b5 чёрная пешка · c5 чёрная пешка · d5 белая пешка · a4 чёрная ладья · e4 белая пешка · c3 белая пешка · d3 белый слон · e3 белый ферзь · f3 белый конь · g3 белый конь · h3 белая пешка · b2 белая пешка · f2 белая пешка · g2 белая пешка · d1 белая ладья · e1 белая ладья · g1 белый король | a8 чёрный ферзь · f8 чёрная ладья · b7 чёрный слон · c7 чёрный конь · e7 чёрная пешка · f7 чёрная пешка · g7 чёрный король · h7 чёрная пешка · d6 чёрная пешка · f6 чёрный конь · g6 чёрная пешка · b5 чёрная пешка · c5 чёрная пешка · d5 белая пешка · a4 чёрная ладья · e4 белая пешка · c3 белая пешка · d3 белый слон · e3 белый ферзь · f3 белый конь · g3 белый конь · h3 белая пешка · b2 белая пешка · f2 белая пешка · g2 белая пешка · d1 белая ладья · e1 белая ладья · g1 белый король | 1 |
|   | a | b | c | d | e | f | g | h |   |

1. e4 d6 2. d4 Кf6 3. Кc3 g6 4. Кf3 Сg7 5. Сe2 O-O 6. O-O c5 7. d5 Кa6 8. Сf4 Кc7 9. a4 b6 10. Лe1 Сb7 11. Сc4 Кh5 12. Сg5 Кf6 13. Фd3 a6 14. Лad1 Лb8 15. h3 Кd7 16. Фe3 Сa8 17. Сh6 b5 18. С:g7 Кр:g7 19. Сf1 Кf6 20. ab5 ab5 21. Кe2 Сb7 22. Кg3 Лa8 23. c3 Лa4 24. Сd3 Фa8 (см. диаграмму)
25. e5 de 26. Ф:e5 K:d5 27. С:b5 Лa7 28. Кh4 Сc8 29. Сe2 Сe6 30. c4 Кb4 31. Ф:c5 Фb8 32. Сf1 Лc8 33. Фg5 Крh8 34. Лd2 Кc6 35. Фh6 Лg8 36. Кf3 Фf8 37. Фe3 Крg7 38. Кg5 Сd7 39. b4 Фa8 40. b5 Кa5 41. b6 1: 0 
После последнего хода белых Корчной заявил, что хочет отложить партию. Он записал свой секретный 41-й ход 41...Лb7, но сдался без доигрывания.

## Политическая подоплёка
Матч носил политический характер: в 1976 году Корчной бежал из СССР, попросив политического убежища в Голландии. Поэтому матч воспринимался многими как противостояние СССР и стран Запада.
По утверждениям Корчного, для достижения победы Карпова советская сторона прибегала к многочисленным нарушениям, а судьи и организаторы благоволили чемпиону. Во время одной из партий Карпову был передан стакан йогурта, что вызвало протест делегации Корчного: во время игры связь со зрительным залом была запрещена, кроме того, по его предположению, цвет йогурта или время его передачи могли быть условным сигналом Карпову, как следует строить дальнейшую игру. Однако эти утверждения остались недоказанными. Перед началом 8-й партии Карпов отказался пожать руку претенденту, что было нарушением правил, так как в соответствии с регламентом он был обязан сообщить о своём намерении главному судье заранее, однако Шмид всё равно пустил часы. Корчной отреагировал на отказ Карпова заявлением для прессы, в котором напомнил о жене и сыне, удерживаемых в СССР в качестве заложников.

Я покинул Советский Союз именно для того, чтобы избавиться от малоприятной необходимости пожимать руку таким людям, как Карпов и его компания… В карманах моего соперника мне отчетливо слышится бряцание тех же самых цепей, с помощью которых мою семью держат в тюремном лагере, именуемом Советским Союзом.— Виктор Корчной.
Главным требованием Корчного на протяжении всего матча была пересадка с первых рядов зрительного зала советского психолога Владимира Зухаря, который, по словам претендента, во время каждой партии неотрывно смотрел на него. В своей книге Корчной отмечал и антисемитский характер давления на него.
В свою очередь, советская делегация обвиняла Корчного в неуважении к сопернику и провоцировании скандалов. В частности, Корчного обвиняли в непочтительном поведении на церемонии открытия (Корчной и его будущая жена П. Лееверик, официально возглавлявшая делегацию претендента, отказались встать при исполнении «Интернационала», который оркестр сыграл вместо гимна СССР), в использовании им зеркальных солнцезащитных очков во время игры, в «антисоветской пропаганде», которую вела Лееверик, а также в том, что в состав делегации Корчного в ходе матча были включены два члена социо-духовной организации «Ананда Марга» — йоги Стивен Двайер и Виктория Шеппард (последняя присутствовала и в Мерано), обвиняемые филиппинской прокуратурой в покушении на индийского дипломата в Маниле, но освобождённые под залог за недостатком улик (впоследствии Двайер был осуждён окончательно, Шеппард — оправдана).

## Отражение в искусстве
- Шахматы (мюзикл)
- Кинодрама «Диагональ слона» совместного производства Франции, Люксембурга и Швейцарии, поставленная в 1984 году режиссёром Ришаром Дембо является аллюзией на этот матч. Фильм стал лауреатом премии «Оскар» 1985 года как «Лучший фильм на иностранном языке»[4] и кинопремии «Сезар» того же года, как «Лучший дебютный фильм».
- Данный матч упомянут в 79 серии комедийного телесериала «Осторожно, модерн! 2»[5].
- Также об этом матче рассказывается в российском фильме 2021 года «Чемпион мира».